# Klazomenische Sarkophage

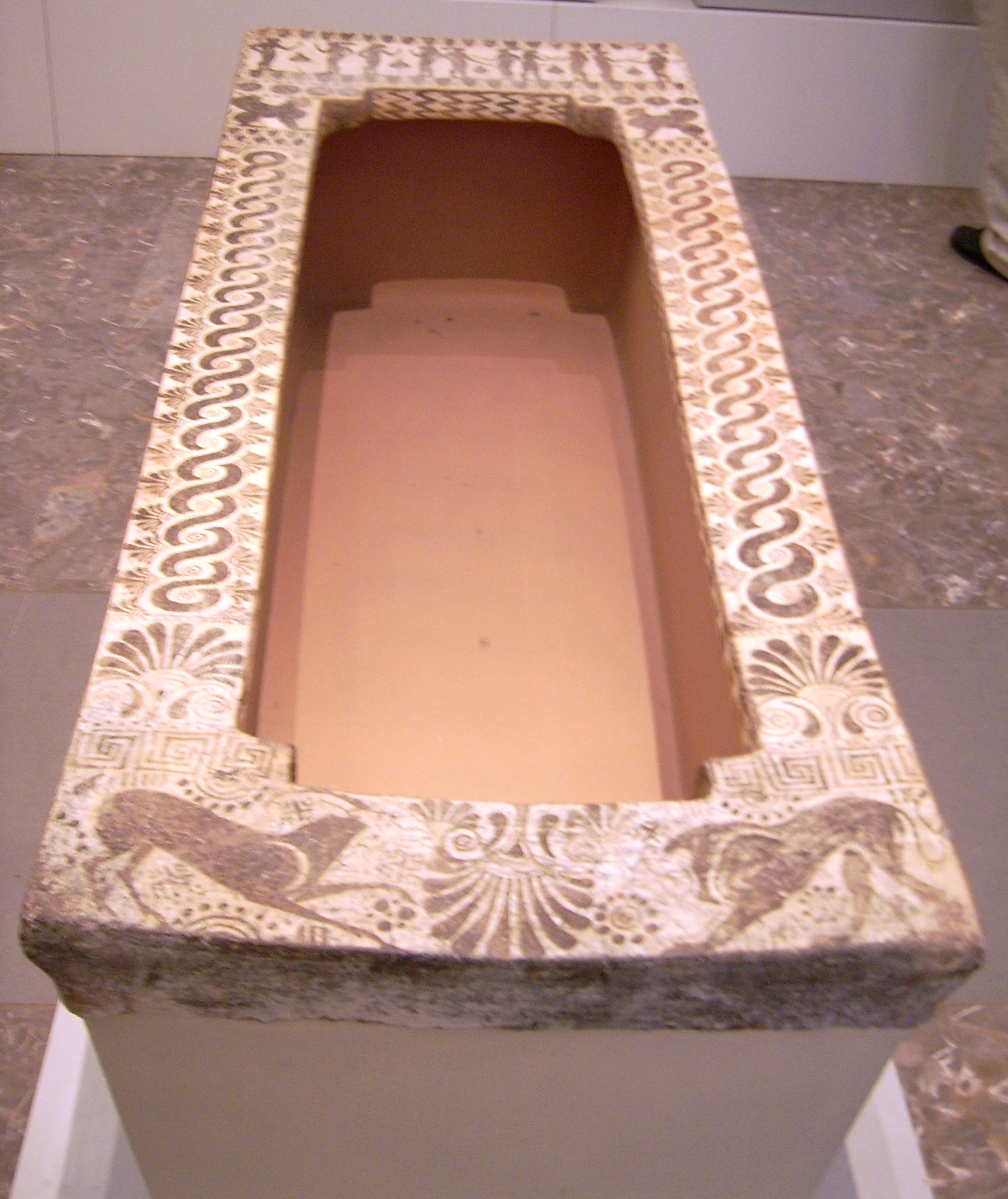
Klazomenischer Sarkophag in Berlin, Antikensammlung Inv. 30030, um 515/10, aus Klazomenai

Klazomenische Sarkophage sind eine Form antiker griechischer Ton-Sarkophage.
Klazomenische Sarkophage wurden nach der ionisch-griechischen Stadt Klazomenai benannt, in der man, abgesehen von Smyrna, die meisten dieser Sarkophage fand. Eine geringe Anzahl fand sich auf Rhodos, Samos und  Lesbos sowie in Ephesos. Vermutlich wurden die Sarkophage in Klazomenai produziert. Sie werden von 550 (Spätarchaik) bis 470 v. Chr. (Frühklassik) datiert. Sie bestehen aus grobem Ton in braunen bis rosa Farbtönen. Auf dem Sarkophag ist ein rechteckiger breiter Rahmen angebracht, der mit einem weißlichen Überzug versehen und bemalt wurde.

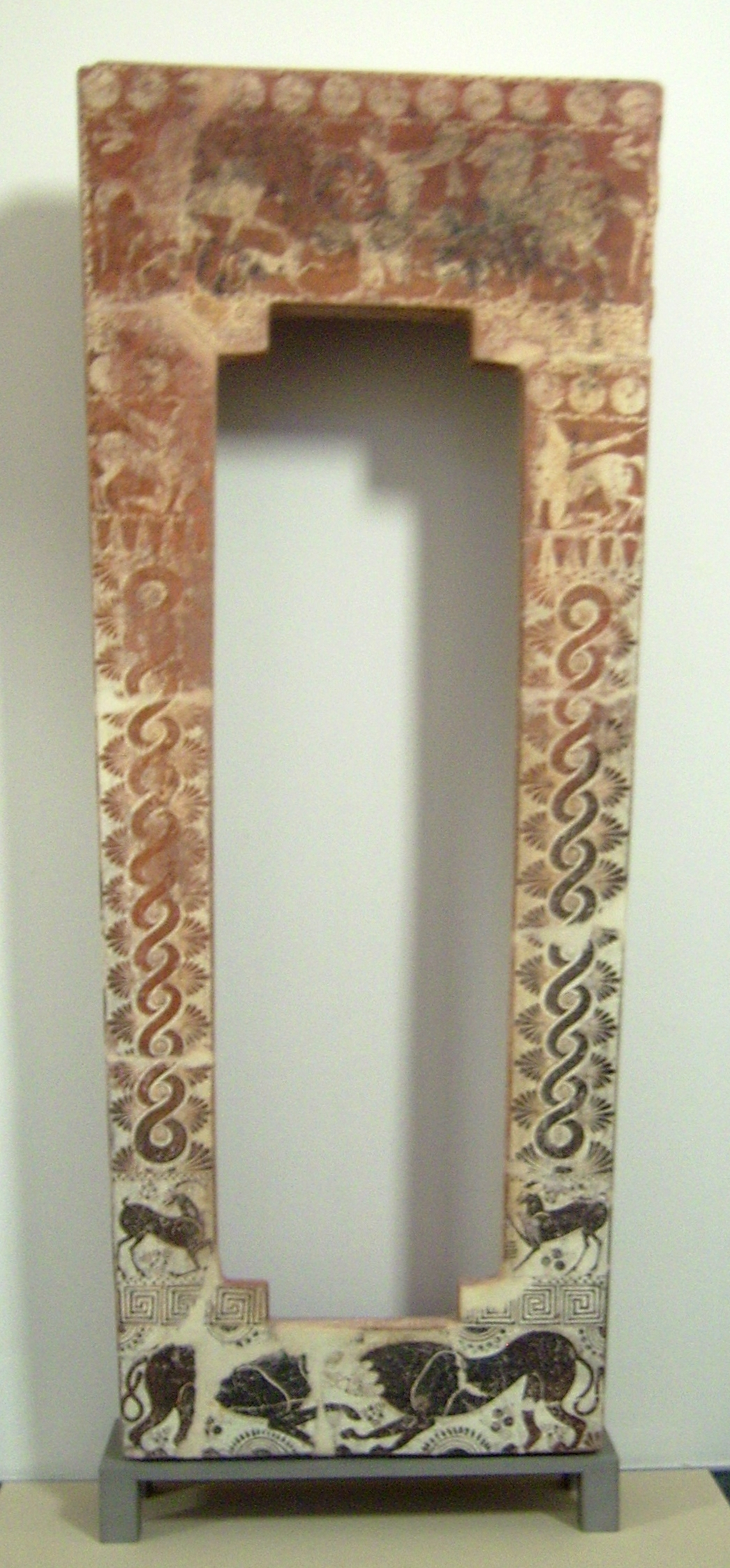
Klazomenischer Sarkophag in Berlin, Antikensammlung Inv. 4824

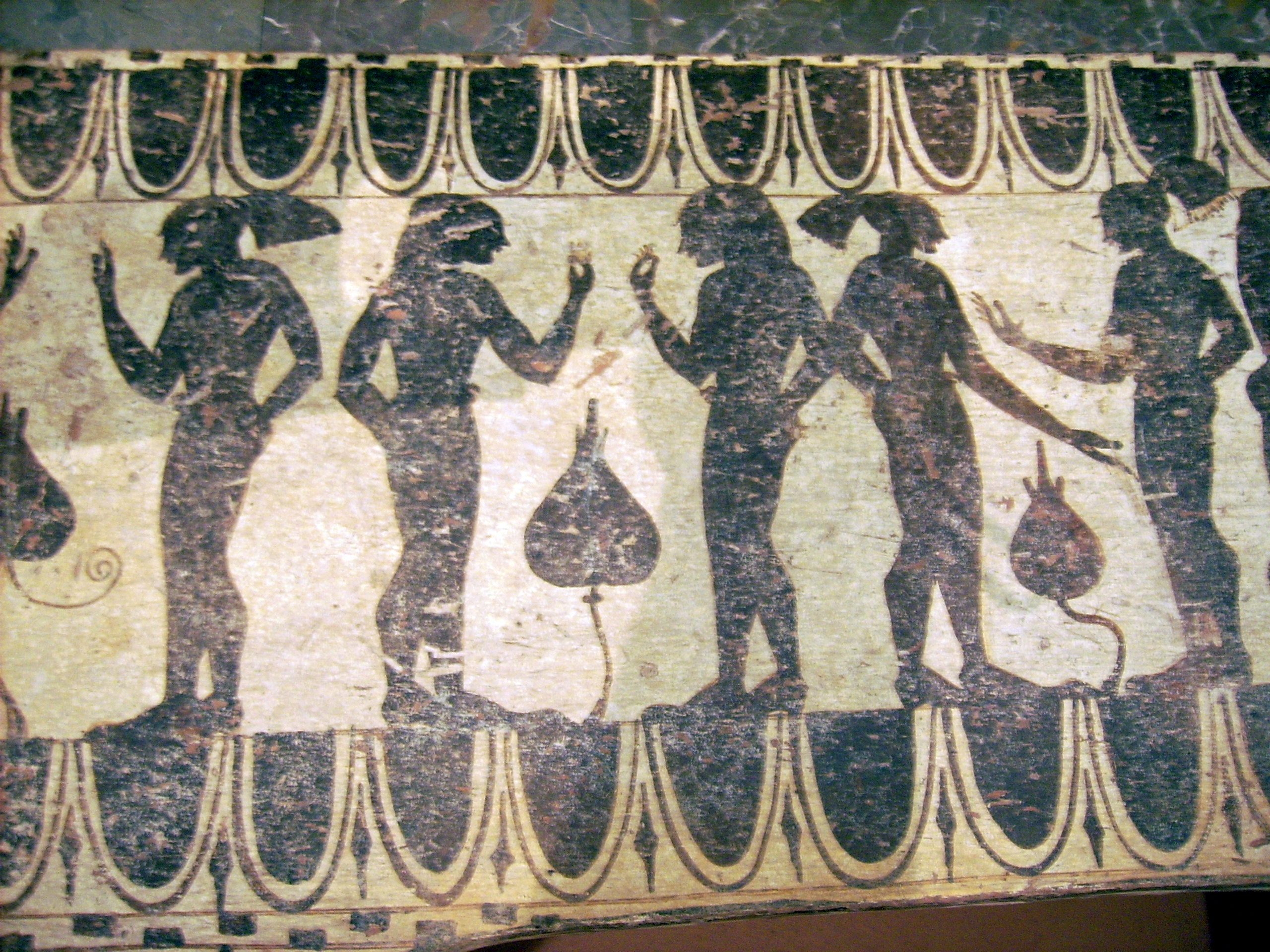
Detail der Kopfleiste mit homoerotischer Szene aristokratischer Jünglinge

Die großen Tonsarkophage wurden in einem Stück gefertigt und gebrannt. Die Werkstätten befanden sich wohl in der Nähe der Nekropolen. Die Brennöfen wurden offenbar um die Rohlinge gebaut, die an Ort und Stelle gebrannt wurden. Es ist aufgrund der langen Herstellungszeit nicht davon auszugehen, dass die Sarkophage nach dem Tode des zu Bestattenden in Auftrag gegeben wurden, sondern dass sie entweder zu Lebzeiten erworben oder auf Vorrat produziert wurden. Die etwa 350 Kilogramm schweren Särge mussten danach nur noch eine kurze Strecke zur Ruhestätte des Verstorbenen gebracht werden. Dieser wurde am Tag nach seinem Tod im Trauerzug dorthin getragen und in den Sarkophag gelegt, der bereits bis auf den Rand, der aus dem Boden herausragte, im Boden versenkt war. Deshalb sind die Wannen auch höchstens mit einem Verzierungsstreifen bemalt. Danach wurden die Sarkophage mit einer Steinplatte abgedeckt. Nach der Zeremonie wurde ein Erdhügel aufgehäuft.
In den ersten, etwa 20 Jahren wurden die Sarkophage nur mit Ornamenten verziert. Danach zeigen sie im Kopf- und Fußbereich auch figürliche Darstellungen. Sie orientieren sich an der attischen Vasenmalerei. In den Kopfleisten, die höher als die Fußleisten sind, wurden meist Jagd-, Kampf- und Wettkampfszenen im schwarzfigurigen Stil ausgeführt. Ein kleiner Teil wurde im attisch-rotfigurigen Stil ausgeführt. Details wurden nicht geritzt, wie in der schwarzfigurigen Technik Korinths und Athens, sondern mit weißer Farbe aufgemalt. Von diesen Binnenzeichnungen sind nur selten Reste erhalten, weshalb die Bilder wie Schattenrisse wirken. Die Bilder nehmen oft Bezug auf die Vorstellungswelt und die Ideale der lokalen Oberschicht. Die Fußleisten zeigen meist Tierkampfbilder in Umrisszeichnungen. Sie orientieren sich am späten Tierfriesstil. Häufig anzutreffende Ornamente auf den Seitenleisten sind Palmetten und Kabelmuster. Einer der frühesten erkennbaren Maler ist der Borelli-Maler. Ebenfalls erkannt wurden ein Maler, der mit dem Notnamen Albertinum-Maler benannt wurde, und der spät zu datierende Hopkinson-Maler.
In Museen finden sich heute meist nur noch die Rahmen der Sarkophage, von denen die Wannen nach dem Auffinden abgeschlagen wurden, um den Transport zu erleichtern. Ein Exemplar wog bis zu 400 Kilogramm. Zudem maß man nur den bemalten Teilen einen Wert bei.